# Judogi

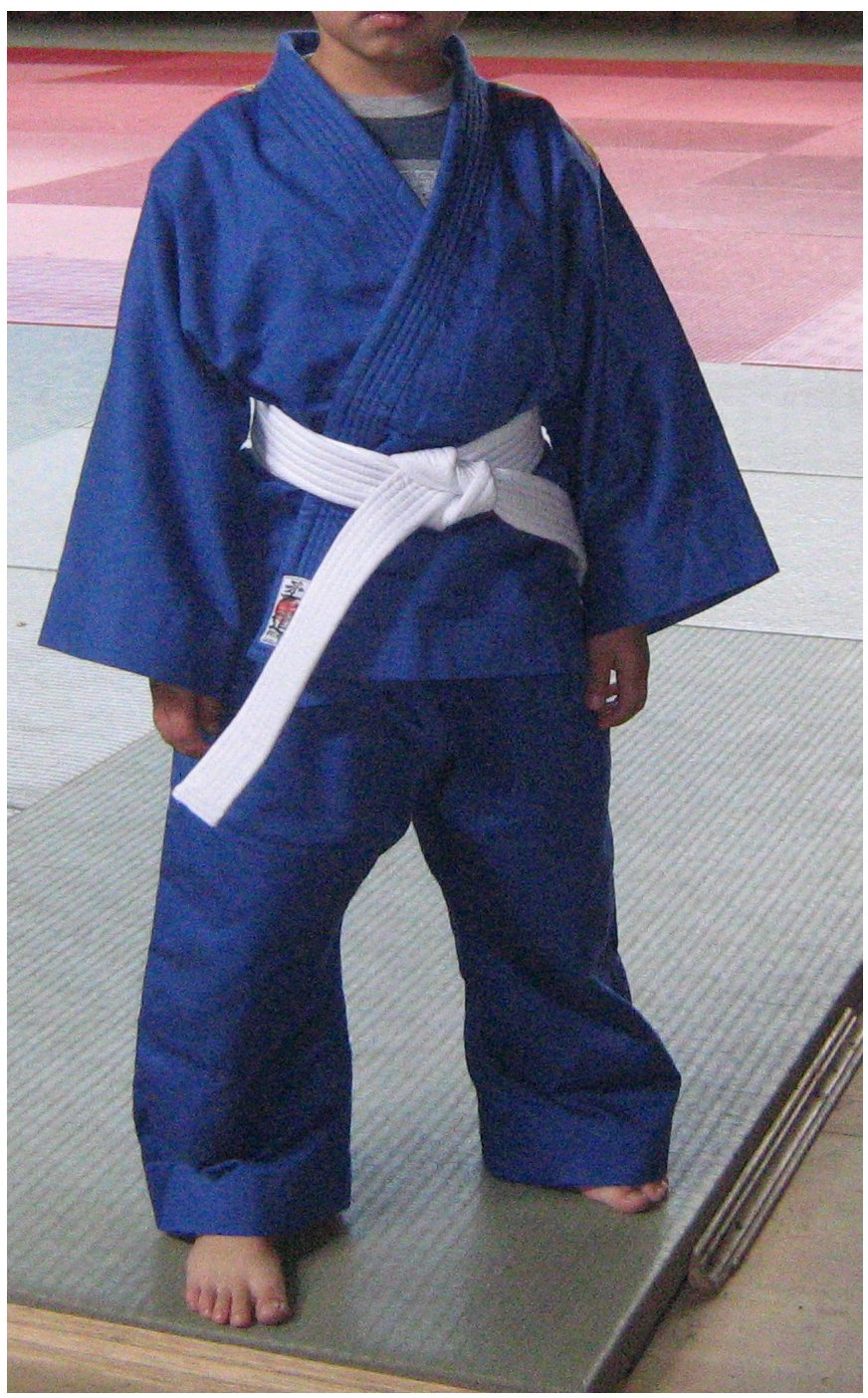
Judogi infantil de color blava amb obi Blanc.

El judogi és l'uniforme utilitzat en el judo.
Es compon, fonamentalment, d'una jaqueta (dita quimono) i uns pantalons blancs. La jaqueta és gruixuda i aspra, rígida i forta, perquè així pugui aguantar estirades i moviments bruscos. Té dues solapes que es creuen l'esquerra per sobre de la dreta. També té uns faldons més suaus i fins. Aquesta forma de cobrir una solapa amb l'altra és herència de l'època feudal, on els samurais portaven la seva katana (sabre) a la banda esquerra: Si cobrissin el costat esquerre amb el dret, sovint l'empunyadura s'enganxaria amb la solapa dreta al desembeinar, la qual cosa podria significar la mort davant un adversari ràpid. Així mateix, cobrint la solapa dreta amb l'esquerra es pot amagar un ganivet de part de dins, que es desembeinarà ràpidament introduint la dreta sota aquesta. La jaqueta va lligada amb un cinyell (obi) que indica el grau d'experiència del judoka, del blanc (aprenent), passant pel groc, taronja, verd, blau i marró, fins al negre. Un cop obtinguda la cintura negra (1r dan), s'ascendeix en un sistema de dans. Per passar d'un dan a un altre cal molta perseverança. A partir del 6 º dan, la color de la corretja és blanca-vermella amb franges alternades de prop de 5 centímetres i a partir del 9 º, vermella.